# Batyrma
Batyrma é uma ratatouille do Turquemenistão e tradicionalmente é preparada com ak ýag, gordura de vaca ou carneiro derretida para o gowurdak, embora a receita sugira óleo vegetal. 
Começa por se saltear cebola na gordura, juntando a seguir beringela, pimentos e batata, cortados em pedaços. Continua a saltear-se e quando todos os vegetais já absorveram a gordura, junta-se tomate em pedaços, alho, cravinho, sal e pimenta (ou malagueta), tapa-se a panela e deixa-se cozer em lume brando, até os vegetais estarem bem cozidos.